# Estrada masculina sub-23 no Campeonato Mundial de Estrada

Maillot arco-íris outorgado ao campeão da prova

A prova em linha ou estrada masculina sub-23 no Campeonato Mundial de Ciclismo em Estrada realiza-se desde o Mundial de 1996. Até 1995 existiram competições por separado para ciclistas profissionais e aficionados (amadoras). A partir de 1996, a competição para aficionados foi substituída pela prova para menores de 23 anos («sub-23») e a de profissionais passou a ser aberta e a chamar-se «elite».

## Palmarés
| Núm.     | Ano         | Sede                          | Ouro                               | Prata                              | Bronze                                                      |
| -------- | ----------- | ----------------------------- | ---------------------------------- | ---------------------------------- | ----------------------------------------------------------- |
| I – LXII | 1927 – 1995 | Não realizados                | Não realizados                     | Não realizados                     | Não realizados                                              |
| LXIII    | 1996        | Lugano · ( Suíça )            | Giuliano Figueras · Itália         | Roberto Sgambelluri · Itália       | Luca Sironi · Itália                                        |
| LXIV     | 1997        | San Sebastián · ( Espanha)    | Kurt-Asle Arvesen · Noruega        | Óscar Freire · Espanha             | Gerrit Glomser · Áustria                                    |
| LXV      | 1998        | Valkenburg · ( Países Baixos) | Ivan Basso · Itália                | Rinaldo Nocentini · Itália         | Danilo Di Luca · Itália                                     |
| LXVI     | 1999        | Treviso · ( Itália)           | Leonardo Giordani · Itália         | Luca Paolini · Itália              | Matthias Kessler · Alemanha                                 |
| LXVII    | 2000        | Plouay · ( França)            | Yevgueni Petrov · Rússia           | Yaroslav Popovych · Ucrânia        | Lorenzo Bernucci · Itália                                   |
| LXVIII   | 2001        | Lisboa · ( Portugal)          | Yaroslav Popovych · Ucrânia        | Giampaolo Caruso · Itália          | Ruslan Gryshenko · Ucrânia                                  |
| LXIX     | 2002        | Zolder · ( Bélgica)           | Francesco Chicchi · Itália         | Francisco Gutiérrez · Espanha      | David Loosli · Suíça                                        |
| LXX      | 2003        | Hamilton · ( Canadá)          | Sergei Lagutin · Uzbequistão       | Johan Van Summeren · Bélgica       | Thomas Dekker · Países Baixos                               |
| LXXI     | 2004        | Baldolino · ( Itália)         | Kanstantsín Siutsou · Bielorrússia | Thomas Dekker · Países Baixos      | Mads Christensen · Dinamarca                                |
| LXXII    | 2005        | Madri · ( Espanha)            | Dmytro Grabovsky · Ucrânia         | William Walker · Austrália         | Yevgueni Popov · Rússia                                     |
| LXXIII   | 2006        | Salzburgo · ( Áustria)        | Gerald Ciolek · Alemanha           | Romain Feillu · França             | Alexandr Jatuntsev · Rússia                                 |
| LXXIV    | 2007        | Stuttgart · ( Alemanha)       | Peter Velits · Eslováquia          | Wesley Sulzberger · Austrália      | Jonathan Bellis · Reino Unido                               |
| LXXV     | 2008        | Varese · ( Itália)            | Fabio Duarte · Colômbia            | Simone Ponzi · Itália              | John Degenkolb · Alemanha                                   |
| LXXVI    | 2009        | Mendrisio · ( Suíça )         | Romain Sicard · França             | Carlos Alberto Betancur · Colômbia | Egor Silin · Rússia                                         |
| LXXVII   | 2010        | Melbourne · ( Austrália)      | Michael Matthews · Austrália       | John Degenkolb · Alemanha          | Taylor Phinney · Estados Unidos · Guillaume Boivin · Canadá |
| LXXVIII  | 2011        | Copenhaga · ( Dinamarca)      | Arnaud Démare · França             | Adrien Petit · França              | Andrew Fenn · Reino Unido                                   |
| LXXIX    | 2012        | Valkenburg · ( Países Baixos) | Alexei Lutsenko · Cazaquistão      | Bryan Coquard · França             | Tom Van Asbroeck · Bélgica                                  |
| LXXX     | 2013        | Florença · ( Itália)          | Matej Mohorič · Eslovênia          | Louis Meintjes · África do Sul     | Sondre Enger · Noruega                                      |
| LXXXI    | 2014        | Ponferrada · ( Espanha)       | Sven Erik Bystrøm · Noruega        | Caleb Ewan · Austrália             | Kristoffer Skjerping · Noruega                              |
| LXXXII   | 2015        | Richmond · ( Estados Unidos)  | Kévin Ledanois · França            | Simone Consonni · Itália           | Anthony Turgis · França                                     |
| LXXXIII  | 2016        | Doha · ( Catar)               | Kristoffer Halvorsen · Noruega     | Pascal Ackermann · Alemanha        | Jakub Mareczko · Itália                                     |
| LXXXIV   | 2017        | Bergen · ( Noruega)           | Benoît Cosnefroy · França          | Lennard Kämna · Alemanha           | Michael Carbel Svendgaard · Dinamarca                       |
| LXXXV    | 2018        | Innsbruck · ( Áustria)        | Marc Hirschi · Suíça               | Bjorg Lambrecht · Bélgica          | Jaakko Hänninen · Finlândia                                 |
| LXXXVI   | 2019        | Yorkshire · ( Reino Unido)    | Samuele Battistella · Itália       | Stefan Bissegger · Suíça           | Thomas Pidcock · Reino Unido                                |

## Medalheiro histórico
- Até Yorkshire 2019

| 1  | Itália         | 5  | 6  | 4  | 15 |
| 2  | França         | 4  | 3  | 1  | 8  |
| 3  | Noruega        | 3  | 0  | 2  | 5  |
| 4  | Ucrânia        | 2  | 1  | 1  | 4  |
| 5  | Alemanha       | 1  | 3  | 2  | 6  |
| 6  | Austrália      | 1  | 3  | 0  | 4  |
| 7  | Suíça          | 1  | 1  | 1  | 3  |
| 8  | Colômbia       | 1  | 1  | 0  | 2  |
| 9  | Rússia         | 1  | 0  | 3  | 4  |
| 10 | Bielorrússia   | 1  | 0  | 0  | 1  |
| 10 | Eslováquia     | 1  | 0  | 0  | 1  |
| 10 | Eslovênia      | 1  | 0  | 0  | 1  |
| 10 | Cazaquistão    | 1  | 0  | 0  | 1  |
| 10 | Uzbequistão    | 1  | 0  | 0  | 1  |
| 15 | Bélgica        | 0  | 2  | 1  | 3  |
| 16 | Espanha        | 0  | 2  | 0  | 2  |
| 17 | Países Baixos  | 0  | 1  | 1  | 2  |
| 18 | África do Sul  | 0  | 1  | 0  | 1  |
| 19 | Reino Unido    | 0  | 0  | 3  | 3  |
| 20 | Dinamarca      | 0  | 0  | 2  | 2  |
| 21 | Áustria        | 0  | 0  | 1  | 1  |
| 21 | Canadá         | 0  | 0  | 1  | 1  |
| 21 | Estados Unidos | 0  | 0  | 1  | 1  |
| 21 | Finlândia      | 0  | 0  | 1  | 1  |
|    | TOTAL          | 24 | 24 | 25 | 73 |